# Sherlock Holmes (film fra 1916)
 For alternative betydninger, se Sherlock Holmes (flertydig). (Se også artikler, som begynder med Sherlock Holmes)
Sherlock Holmes er en amerikansk stumfilm fra 1916 instrueret af Arthur Berthelet med William Gillette i hovedrollen som Arthur Conan Doyles Sherlock Holmes. 
Filmen er baseret på et teaterstykke fra 1899 af samme navn, der igen var baseret på Doyles historier, "En skandale i Bøhmen", "Det afsluttede problem”, og Et studie i rødt.

## Medvirkende
- William Gillette som Sherlock Holmes.
- Marjorie Kay som Alice Faulkner.
- Ernest Maupain som Professor Moriarty.
- Edward Fielding som Dr. Watson.
- Mario Majeroni som James Larrabee.